# Banco Exterior de España
El Banco Exterior de España (BEX) fue una entidad bancaria española que operó entre 1928 y 1991. A lo largo de su historia la entidad financiera estuvo especializada en cuestiones relacionadas con el comercio exterior. En 1991 se integró en la corporación bancaria Argentaria, tras lo cual desapareció. 

## Historia
Fue creado en 1928, mediante Real decreto-ley del 12 de agosto de 1928, siendo José Calvo Sotelo ministro de hacienda. Tras el estallido de la Guerra civil el Banco Exterior fue intervenido por la República, mientras que en la zona sublevada se reconstituyó otro «Banco Exterior» que ayudó a las fuerzas sublevadas en sus operaciones comerciales en el exterior.
Durante la posguerra el BEX tuvo un período de crecimiento como una especie de «banco oficial» especializado en la promoción del comercio exterior, impulsando la entidada bancaria la empresa pública  Fomento de Comercio Exterior (FOCOEX). A diferencia de otras entidades de crédito, el BEX no fue nacionalizado durante la década de 1960. Hasta su transformación en 1971, el capital del banco, que cotizaba en bolsa, se repartía entre el Instituto Nacional de Industria (20%), Banco de España (15%), banca privada española (15%) y Cámaras de Comercio (10%), quedando el 40% restante en manos de particulares.
En 1971 pasó por un proceso de transformación jurídica y funcional que llevó a que el Estado fuera su accionista mayoritario, al tiempo que su actividad se especializaba para concentrarse de manera más clara en las operaciones de comercio exterior. A este fin se le fijó un coeficiente obligatorio del 30% de sus recursos que debía destinarse a operaciones de crédito a la exportación.
Para desarrollar sus actividades en fuera de España, el banco contaba con nueve entidades de las que era accionista único o mayoritario: el Banco Español de Londres, el Banco Español de París, el Banco Español en Alemania, el Banco Español en Bruselas, el Century National Bank (en Nueva York) , tres entidades denominadas Banco Exterior pero con personalidades jurídicas distintas y con sede en Panamá, Nicaragua y Paraguay respectivamente, y la Financiera Ibero-americana en Ecuador.
Desapareció en 1991, tras su integración junto a varios bancos públicos en la corporación Argentaria.